# Gulmaral Yerkebayeva
Gulmaral Yerkebayeva (4 de noviembre de 1995), es una luchadora kazaja de lucha libre. Ganó una medalla de bronce en Campeonato Asiático de 2015 y 2016. Tercera en Campeonato Mundial de Juniores del año 2015.